# Schmales Leerzeichen
Ein schmales Leerzeichen wird in der Typografie zur optischen Gliederung einer zusammenhängenden Zeichengruppe benutzt, aber auch, um im Vergleich zu den Wortabständen optisch zu große Abstände in Sätzen auszugleichen.

## Verwendung
| Trennungsart                            | Beispiel 1 | Beispiel 2 |
| --------------------------------------- | ---------- | ---------- |
| kein Leerzeichen                        | z.B.       | i.d.R.     |
| schmales geschütztes Leerzeichen U+202F | z. B.      | i. d. R.   |
| schmales Leerzeichen U+2009 (thinsp)    | z. B.      | i. d. R.   |
| geschütztes Leerzeichen U+00A0 (nbsp)   | z. B.      | i. d. R.   |
| normales Leerzeichen U+0020             | z. B.      | i. d. R.   |

Das schmale Leerzeichen soll die Leserlichkeit einer unübersichtlichen Zeichengruppe verbessern, beispielsweise vielstellige Zahlen oder Abkürzungen. Durch die Verwendung von schmalen Leerzeichen sind einzelne Zeichengruppen schneller erkennbar und wirken besser proportioniert. Im Unterschied zum üblichen Leerzeichen soll es jedoch die Zusammengehörigkeit der Gruppe eindeutig erkennen lassen.
Im Textsatz trägt es darüber hinaus dazu bei, unerwünschte Loch- und Gassenbildung zu verringern, welche ansonsten die Leserlichkeit ganzer Absätze verschlechtern kann.
Ein weiterer Verwendungszweck ist der Einsatz in Gleichungen und Formeln, wie   3¦+¦6␣=␣5¦+¦4
| Verwendung                   | Beispiele                                                               | Sieht so aus                                                            |
| ---------------------------- | ----------------------------------------------------------------------- | ----------------------------------------------------------------------- |
| Abkürzung                    | z.¦B. i.¦d.¦R.                                                          | z. B. i. d. R.                                                          |
| Datum                        | 1.¦Mai␣2006 31.¦12.¦06 aber: 31.¦12.¦2006 oder 31.¦12.␣2006             | 1. Mai 2006 31. 12. 06 aber: 31. 12. 2006 oder 31. 12. 2006             |
| Nummer                       | IBAN␣DE27¦1007¦7777¦0209¦2997¦00                                        | IBAN DE27 1007 7777 0209 2997 00                                        |
| Abkürzung mit Nummer         | §¦315c␣StGB Abs.¦3 Nr.¦2 S.¦78¦ff. aber: §¦315c˾Abs.¦3˾Nr.¦2␣StGB       | § 315c StGB Abs. 3 Nr. 2 S. 78 ff. aber: § 315c Abs. 3 Nr. 2 StGB       |
| Zahl (Tausendertrennzeichen) | 3¦456¦789␣Einwohner                                                     | 3 456 789 Einwohner                                                     |
| Zahl mit Einheitenzeichen    | 220¦V 37¦°C 33¦% 20¦€␣Umsatz 98¦765¦t␣Bananen aber: Winkel␣von␣90°      | 220 V 37 °C 33 % 20 € Umsatz 98 765 t Bananen aber: Winkel von 90°      |
| Gleichung                    | 3¦+¦6␣=␣5¦+¦4 aber: 3¦−¦4␣=␣−1 jedoch: Rückgang␣um␣900␣Stimmen␣(−¦10¦%) | 3 + 6 = 5 + 4 aber: 3 − 4 = −1 jedoch: Rückgang um 900 Stimmen (− 10 %) |

Legende: Das übliche Leerzeichen ist hier durch „␣“, das schmale geschützte Leerzeichen durch „¦“ dargestellt. Dem geschützten, aber normal breiten Leerzeichen, wie bei „Abkürzung mit Nummer“, entspricht „˾“.

## Zeilenumbruch
Von Leerzeichen gibt es international Varianten unterschiedlicher Breite. Davon wiederum gibt es jeweils eine in Unicode kodierte Variante, die einen Zeilenumbruch erlaubt, sowie eine, die ihn nicht erlaubt. Letzteres heißt „geschütztes Leerzeichen“. Insbesondere gibt es sowohl ein schmales Leerzeichen, an dessen Stelle ein Zeilenbruch erlaubt ist, als auch eines, wo dies nicht erlaubt ist.
Für Deutschland, Österreich und die Schweiz geben der Duden (siehe Literatur) und die DIN 5008 Empfehlungen. Hierbei fallen „schmales Leerzeichen“ und „Festabstand“ (schmales geschütztes Leerzeichen) zusammen. An einem solchen erfolgt kein Zeilenumbruch. Das Gegenstück bilden „normale“ Leerzeichen, die einen Wort- bzw. Satzzwischenraum bilden und einen Zeilenumbruch erlauben.
Beim Ausschließen behält ein schmales Leerzeichen immer seine feste Breite, während die Ausdehnung der Wortzwischenräume leicht vergrößert wird. Der Grund ist, dass sonst in der einen Zeile 12 345 stehen, sich beim Randausgleich jedoch in einer anderen Zeile 12 345 ergeben könnte. Damit wäre aber nicht mehr erkennbar, dass es sich in beiden Fällen um eine zusammenhängende, gleichartige fünfstellige Zahl handelt.

## Digitale Texte
Erst mit den Unicode-Zeichensätzen sind schmale Leerzeichen für elektronische Publikationen verfügbar geworden, für welches es zwei Kodierungen gibt:
|                                         | Unicode | Unicode | Unicode               | HTML-/XML-Entität | HTML-/XML-Entität | HTML-/XML-Entität |
| hexadezimal                             | dezimal | benannt | dezimal               | hexadezimal       | benannt           |                   |
| --------------------------------------- | ------- | ------- | --------------------- | ----------------- | ----------------- | ----------------- |
| schmales Leerzeichen                    | U+2009  | 8201    | THIN SPACE            | &#8201;           | &#x2009;          | &thinsp;          |
| schmales nicht umbrechendes Leerzeichen | U+202F  | 8239    | NARROW NO-BREAK SPACE | &#8239;           | &#x202f;          | n. z.             |

Für die deutsche Typografie sind zunächst beide Zeichen möglich; es gibt keinen optischen Unterschied. Die Breite soll ein Sechstel der Grundzeichenbreite (em) betragen, aber auch ein Achtel wäre zulässig. 
Beim letztgenannten Zeichen U+202F soll das Textsystem einen Zeilenumbruch an dieser Stelle direkt verhindern; beim ersten Zeichen U+2009 ist ein Umbruch erlaubt, außerdem die Verbreiterung des Leerzeichens etwa im Blocksatz. Weil aber in einer durch schmale Leerzeichen gegliederten Zeichengruppe nie ein Zeilenumbruch erfolgen darf und auch keine Verbreiterung erwünscht ist, kommt für Fließtext nur die zweite Kodierung (U+202F) in Frage.
Im Englischen kann der lange Gedankenstrich mit einem noch schmaleren hair space, U+200A (dezimal 8202) von den angrenzenden Wörtern abgesetzt werden.

### Bürokommunikation
Für Geschäftsbriefe und sonstige Geschäftsunterlagen sollen Schreibkräfte nach DIN 5008 statt eines schmalen Leerzeichens das geschützte Leerzeichen benutzen. Dies ist ein Kompromiss zwischen der schnellen Texterstellung und einer ansprechenden Gestaltung.

### Übergangslösungen
Diese Entwicklung ist noch sehr jung; die Zeichendarstellung wie auch die richtige Interpretation wird bei weitem noch nicht von jeder Software richtig vorgenommen. Beim automatischen Zeilenumbruch ist darauf zu achten, dass keine Trennung erfolgt. Die Regeln dafür sind aber ggf. in der Software noch nicht richtig implementiert. Falls das schmale Leerzeichen jedoch als unbekanntes Buchstabenzeichen interpretiert wird, würde nicht umbrochen werden und das wäre genau der gewünschte Effekt.
In den meisten Proportionalschriften  wird das geschützte Leerzeichen nicht allzu breit dargestellt, kann somit ohne allzu große Beeinträchtigung ersatzweise verwendet werden.
Im Kontext von HTML gibt es verschiedene Methoden, ein geschütztes schmales Leerzeichen zu simulieren. Eine einfache Methode besteht darin, die Schriftgröße eines einfachen geschützten Leerzeichens (&nbsp;) zu halbieren:
<span style="font-size:50%;">&nbsp;</span>.
Es gibt jedoch Browser, die die Breite des geschützten Leerzeichens nach unten hin beschränken (i. d. R. auf 0,25 em), sodass diese Methode versagt.
Verlässlicher lässt sich mithilfe der Konstruktion
<span style="margin-left:0.167em;"> … </span>
ein Weißraum beliebiger Breite erzeugen, der allerdings nicht zum Text gehört, d. h., wenn der Text auf der HTML-Seite markiert und kopiert wird, befindet sich an dessen Stelle kein Leerzeichen in der Zwischenablage. Bei Zahlen mit Zifferngruppierung ist dies durchaus vorteilhaft, da für Screenreader sowie für die Weiterverwendung der Zahlen in anderen Anwendungen wie Tabellenkalkulationen die Leerzeichen störend wären. Daher ist für die Zifferngruppierung in HTML diese Lösung dem schmalen geschützten Leerzeichen sogar vorzuziehen. Wird die span-Konstruktion als Ersatz für das schmale Leerzeichen verwendet – also beispielsweise bei Abkürzungen – ist es hingegen sinnvoll, für den zu kopierenden Text ein unsichtbares schmales Leerzeichen oder Ersatzzeichen im Weißraum zu „verstecken“, etwa so:
<span style="margin-left:0.167em;"><span style="display:none;">&nbsp;</span></span>.
Folgender Satz ist eine Anwendung der hier dargestellten Methoden:
Im Hinblick auf §555 hielt er i.d.R. 18500ft Abstand zum Boden.
In manchen Browsern lässt sich die Natur der Weißräume durch Markieren des entsprechenden Textes mit der Maus erkennen.

### Verwendung unter Microsoft Windows
Normalerweise werden Zeichen über das Betriebssystem und den Tastaturtreiber bereitgestellt. Bis zur Betriebssystemversion Windows 10 wurden jedoch ohne Installation alternativer Tastaturtreiber nur wenige im Tastaturlayout nicht sichtbare Tastenkombinationen sowie schwer zu merkende Zeichencodes (mittels Tasten ALT plus des auf der Zehnertastatur eingegebenen Zeichencodes) unterstützt, so dass behelfsweise Lösungen für jedes Anwendungsprogramm einzeln gesucht wurden.
Aktuelle Version von Windows 11 erlauben jedoch ohne zusätzliche Installation die Auswahl der Tastaturbelegung „Deutsch erweitert (E1)“, mit der das schmale geschützte Leerzeichen mit der Tastenkombination AltGr-C eingegeben werden kann.

### Microsoft Word
Bisher existiert noch keine generelle Lösung für die Textverarbeitungsprogramme von Microsoft, auch wenn man die am meisten verwendeten Kombinationen z. B. über die Autokorrektur-Funktion behandeln könnte.
Bei einigen Schriftarten (z. B. „Palatino Linotype“) kann unter Einfügen → Symbol das Zeichen mit dem hexadezimalen Code 2009 im Unicode-Format ausgewählt werden. Dieses Zeichen kann nun einer Tastenkombination (zum Beispiel Strg+Alt+Leertaste) zugewiesen werden. Durch Drücken dieser Tasten wird im Text nun dieses Symbol, das einem schmalen (nicht umbruchgeschützten) Leerzeichen entspricht, eingesetzt. Bei anderen Schriftarten (z. B. „Times New Roman“) ist bei entsprechender Vorgehensweise mit dem hexadezimalen Code 202F im Unicode-Format auch ein schmales nicht umbrechendes Leerzeichen erzeugbar. Das hängt damit zusammen, dass die aktuellen Versionen dieser Zeichensätze allmählich mit sehr vielen der Unicode-Zeichen ausgestattet werden. Bei den meisten von Windows verwendeten Schriften, etwa „Arial“ und „Times New Roman“, sind heute verhältnismäßig viele Kodierungen belegt.
Als ersatzweise Hilfskonstruktion kann jedoch mit der Tastenkombination Strg+⇧+Leertaste ein geschütztes Leerzeichen angelegt werden, das anschließend über Einfügen → Schriftart → Zeichenabstand → Skalierung (ältere Word-Versionen) oder durch Markieren des geschützten Leerzeichens und anschließende Wahl von Rechte Maustaste → Schriftart → Skalierung auf eine Breite von 50 % gesetzt wird.

### LibreOffice
Seit der Hauptversion 6 bietet LibreOffice systemübergreifend eine Möglichkeit der Eingabe geschützter schmaler Leerzeichen über das Menü »Einfügen« → »Formatierungszeichen« oder über die enthaltene, direkte Tastenkombination ⇧ + Alt + Leertaste. Wichtig ist die Reihenfolge, Alt + ⇧ + Leertaste ruft unter KDE Plasma 5 den Suchdialog (ansonsten über Alt + F2) auf.

### KDE Plasma 5
Seit der Version 5 ermöglicht die Desktopumgebung KDE das direkte Eingeben von geschützten und schmalen geschützten Leerzeichen, allerdings muss man diese Möglichkeit im Kontrollzentrum unter Eingabegeräte → Tastatur → erweitert aktivieren. Im zweiten Unterpunkt sind die Tastenkombinationen auswählbar, diese Einstellung wirkt systemweit.

### Verwendung unter LaTeX
Unter LaTeX fügt \, ein schmales Leerzeichen ein. Außerhalb von Formeln handelt sich dabei um ein geschütztes schmales Leerzeichen. Der Text kann an dieser Stelle nicht umbrechen, was in den meisten Anwendungsfällen (z. B. Abkürzungen) gewünscht ist.
Beispiel
```
\documentclass
{
article
}

\begin
{
document
}

  Ein Beispiel sieht z.
\,
B.
\ 
so aus.

\end
{
document
}

```

## Spatien
Spationierung: Im Bleisatz wurden für die Erzeugung von Buchstaben-, Wort- und anderen schmalen Abständen Spatien verwendet; die hergebrachten typografischen Regeln hierfür gelten für das schmale Leerzeichen sinn- und zeitgemäß.